# 孔秀
| 姓名         | 孔秀       |
| 出身地       | -          |
| 職官         | 東嶺関守将 |
| 陣営・所属等 | 曹操       |
| 家族・一族   | -          |

孔 秀（こう しゅう）は、中国の通俗歴史小説『三国志演義』に登場する架空の武将。
曹操配下の部将、東嶺関の守将として登場する。関羽が千里行をした際、通行手形が無い事を知り、止めようとする。しかしなおも押し通ろうとする為、人質を置いていくよう強要、これに怒った関羽に斬られる。